# Ariovistus
Ariovistus, död 54 f.Kr., var en på Julius Caesars tid levande mäktig svebisk kung.
Ariovistus försökte grunda ett eget välde i Gallien. Han såg möjligheten till detta eftersom de galliska stammarna hade inbördes stridigheter. Han kallades av sekvanerna omkring 72 f.Kr. till hjälp mot haeduerna; efter långvariga strider besegrade han dessa och kunde tack vare detta etablera sig i Gallien. Nya germaner strömmade till och hans krigarskaror förstärktes. Haeduerna och ett antal Gallisk stammar vände sig till Caesar som förde befälet i provinsen Gallia narbonensis. Ariovistus sades leda en arme på 120 000 krigare. Caesar tågade in i sekvanernas huvudstad Vesontio och besatte den. Efter fruktlösa förhandlingar besegrade Caesar slutligen Ariovistus i fält 58 f.Kr. Ariovistus lyckades med nöd och näppe rädda sig över Rhen på en liten båt; hans bägge fruar avled under flykten. Troligen avled även Ariovistus kort tid efter denna sammandrabbning.